# Semos peligrosos (uséase Makinavaja 2)
Semos peligrosos (uséase Makinavaja 2) (también conocida como simplemente Makinavaja 2) es una película de 1993, continuación de Makinavaja, el último choriso, dirigida por Carlos Suárez y escrita por Ramón Tosas Fuentes y Carlos Suárez, basada en el cómic español Makinavaja, creado por Ramón Tosas Fuentes "Ivá" y publicado en la revista semanal El Jueves. Se mantiene el reparto de la primera película, con Andrés Pajares y Jesús Bonilla en los roles principales de Maki y Popeye, respectivamente, aunque destacan la aparición de actores secundarios como Pedro Reyes, Llàtzer Escarceller, Rafael Alonso, o Benito Pocino.

## Argumento
El argumento de esta segunda parte no varía con respecto de la primera. La película adapta de manera más o menos fidedigna las diferentes historias o "gags" de los cómics originales para crear una historia continuada. También, al igual que en la primera parte, se han suavizado muchas escenas violentas o desagradables que aparecían en el cómic original, para que la película no obtuviera la calificación para mayores de 18 años.
La película comienza con "el Maki" (Andrés Pajares) siendo liberado tras un breve paso por la cárcel "La Modelo" de Barcelona, pero fiel a su estilo de ganarse la vida intenta atracar la sucursal de un banco, el "Banco Jones", donde casualmente trabaja su viejo amigo "el Popeye" (Jesús Bonilla) que termina ayudándole a llevarse el dinero del banco y uniéndose a él para recordar sus viejos tiempos de maleantes. Juntos van a reclutar de nuevo al abuelo Matías (Llàtzer Escarceller) para reunir al equipo de la primera película. Al Popeye se le ocurre que deberían dejar de atracar bancos para dedicarse a algo más lucrativo como los secuestros, así que secuestran a un magnate de la construcción y lo llevan al "Bar El Pirata" regentado por "el Pirata" (Pedro Reyes) y donde también es cliente habitual Mohamed (Mario Pardo). El propio magnate le hace ver al Popeye lo poco lucrativo que sería seguir adelante con el secuestro, lo que les hace volver a intentar los atracos a bancos. A continuación deciden trasladarse a un municipio turístico de la costa a seguir con sus fechorías, y tras fracasar regresan al centro de Barcelona.
En varios momentos de la película los protagonistas hacen comentarios sobre distintas situaciones de la actualidad española y catalana en aquel momento como los primeros años de España formando parte de la Unión Europea, el arte moderno en lugares como el Parque del Valle de Hebrón con motivo del el cambio urbanístico de Barcelona, la turistificación, la polémica lingüística en Cataluña, los robos en estaciones de servicio en autovías, las protestas contra las bases militares estadounidenses en suelo español y muchos más.

## Reparto
- Andrés Pajares como Makinavaja (Maki).
- Jesús Bonilla como Popeye (Popi o Pope).
- Pedro Reyes como El Pirata (El Pira).
- Mario Pardo como Mohamed (Moromierda).
- Llàtzer Escarceller como Matías (el abuelo de Makinavaja).
- Alberto Pérez como Pitufo (sobrino de Makinavaja).
- Lita Claver como Manoli (Manolo).

## Curiosidades
- La película está dedicada a la actriz Mary Santpere, tal y como se indica en los títulos iniciales. La recordada actriz falleció en septiembre de 1992 mientras viajaba de Barcelona a Madrid para ultimar los detalles de su esperada aparición en la exitosa serie Farmacia de guardia. Debido a este fatídico hecho, Mary no pudo, posteriormente, concretar su acuerdo para participar en la segunda película de Makinavaja. Es debido a esto que la madre de Makinavaja no aparece en la segunda película ni siquiera interpretada por otra actriz. Se hace, sin embargo, una mención a su personaje por parte del abuelo de Makinavaja, Matías (Llàtzer Escarceller), cuando en pleno atraco, se pone a hablar con un viejo conocido.
- A lo largo de la película, aparecen varios cameos de actores conocidos como Rafael Alonso, que interpreta a Gutiérrez, un hombre que trabaja en el banco donde Maki y su tropa acuden a atracar, y se revela que él y Matías se conocen de toda la vida, ya que Matías (el abuelo de Makinavaja) le lleva atracando desde que tiene memoria. También aparece Benito Pocino, conocido por interpretar a Mortadelo en la primera película de imagen real. En esta película, Benito interpreta a un guardia de seguridad de un parque. Hay que decir que este actor ya apareció en la primera película de Makinavaja, pero interpretando a un farmacéutico. Además, Pocino siguió formando parte del mundo de Makinavaja en Makinavaja (serie de TV) como Esquilator, un asesino mentalmente perturbado.

- La nueva versión del tema principal de la película vuelve a estar interpretado, de nuevo, por el propio Andrés Pajares.

- En la fiesta final de la película aparecen varias transexuales, entre ellas Carmen de Mairena, aunque no se la menciona.